# Parafontaria shiraiwaensis
Parafontaria shiraiwaensis är en mångfotingart som beskrevs av Wataru Shinohara 1986. Parafontaria shiraiwaensis ingår i släktet Parafontaria och familjen Xystodesmidae. Inga underarter finns listade i Catalogue of Life.